# Malthinus moravicus
Malthinus moravicus es una especie de coleóptero de la familia Cantharidae.

## Distribución geográfica
Habita en la República Checa.